# ناثان كلارك
ناثان كلارك (بالإنجليزية: Nathan Clarke)‏ (30 يوليو 1983 بهاليفاكس في المملكة المتحدة - ) هو لاعب كرة قدم بريطاني في مركز الدفاع. لعب مع أولدهام أثلتيك وبرادفورد سيتي وكولتشستر يونايتد ونادي بوري وهدرسفيلد تاون ونادي ليتون أورينت.

## وصلات خارجية
- ناثان كلارك على موقع قاعدة بيانات كرة القدم.إي يو (الإنجليزية)
- ناثان كلارك على موقع قاعدة بيانات كرة القدم.إي يو (الإنجليزية)
- ناثان كلارك على موقع قاعدة بيانات كرة القدم.إي يو (الإنجليزية)
- ناثان كلارك على موقع Soccerbase.com (لاعب) (الإنجليزية)